# Mieczysław Cenin
Mieczysław Cenin (ur. 22 kwietnia 1948, zm. 26 marca 2021) – polski inżynier i psycholog.

## Życiorys
Urodził się 22 kwietnia 1948 r. Studia inżynierskie ukończył na Politechnice Poznańskiej, natomiast doktorat z psychologii inżynieryjnej uzyskał na Uniwersytecie Adama Mickiewicza w Poznaniu. Pracował m.in. jako adiunkt w Zakładzie Psychologii Zarządzania w Instytucie Psychologii Uniwersytetu Wrocławskiego, gdzie zajmował się podyplomowym kształceniem kadry kierowniczej i dowódczej w formacjach mundurowych oraz w strukturach zarządzania kryzysowego, a jego badania koncentrowały się na funkcjonowaniu człowieka w trudnych i ekstremalnych sytuacjach zadaniowych oraz na stresie zawodowym, efektem jego pracy była także multidyscyplinarna koncepcja kultury przedstawiona w monografii Prawia – mit dziejotwórczy. Systemowa teoria kultury. Autor 9 książek z zakresu psychologii inżynieryjnej, zarządzania i dowodzenia oraz ok. 100 artykułów naukowych.
Uczestniczył w stworzeniu ustaw regulujących funkcjonowanie straży pożarnych, dzięki czemu została powołana Państwowa Straż Pożarna. Był też twórcą projektu służby psychologicznej dla strażaków Państwowej Straży Pożarnej oraz współautorem projektu służby psychologicznej w Wojsku Polskim. Ponadto projektował i kierował produkcją automatycznych systemów zabezpieczających życie załóg czołgów i samolotów oraz zajmował się psychologicznym przygotowaniem załóg do długotrwałych lotów kosmicznych w ramach programu Interkosmos.
Zmarł 22 stycznia 2021 r. i został pochowany na cmentarzu św. Rodziny przy ul. Smętnej we Wrocławiu.

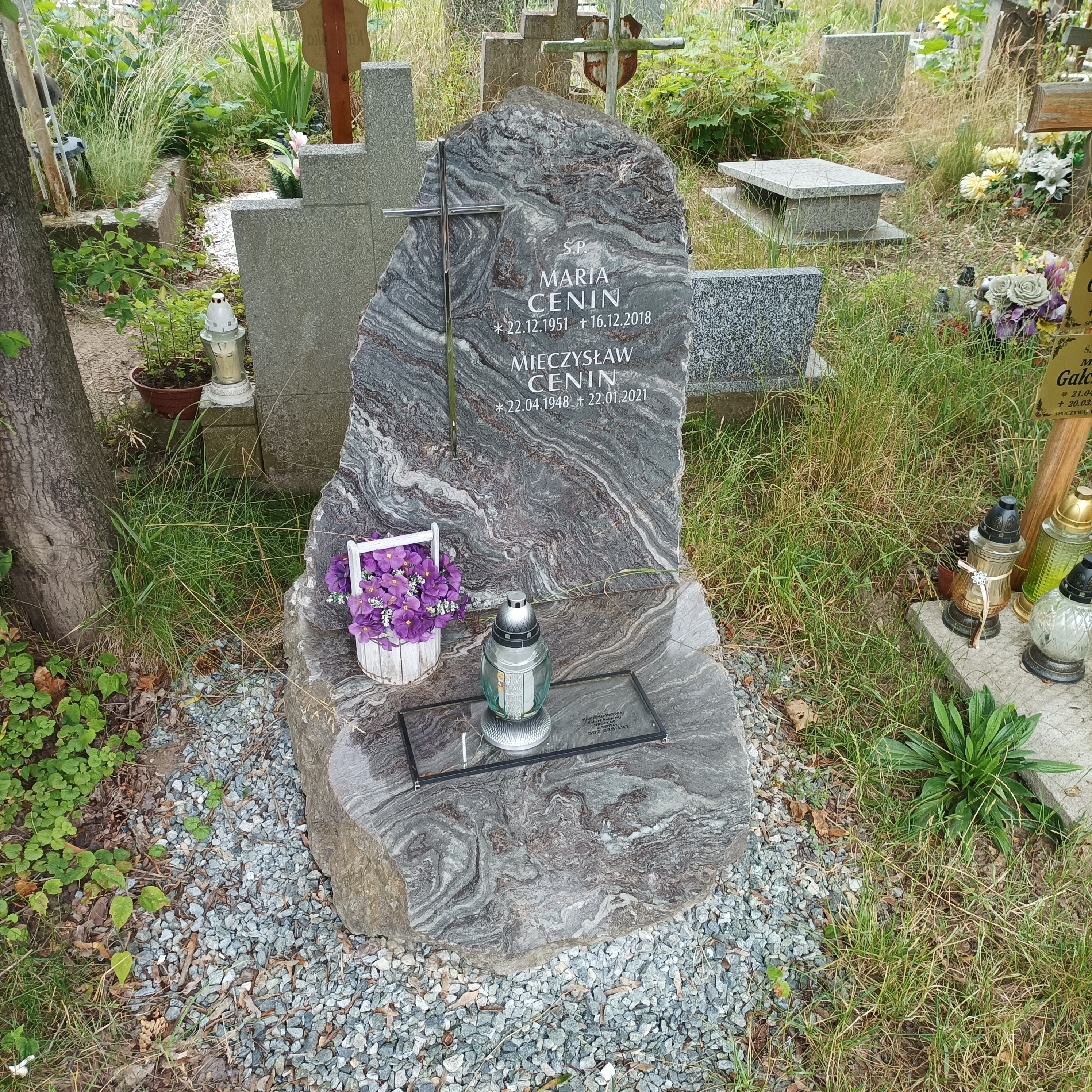
Grób Mieczysława Cenina na Cmentarzu św. Rodziny we Wrocławiu